# الكسندر تومسون (سياسي أسترالي)
الكسندر تومسون (بالإنجليزية: Alexander Thomson)‏ هو سياسي أسترالي، ولد في 1800 في أبردين في المملكة المتحدة، وتوفي في 1866. انتخب عضو المجلس التشريعي الفيكتوري وانتخب عضو المجلس التشريعي نيو ساوث ويلز وانتخب عضو الجمعية التشريعية فيكتوريا.